# Garbarnia Kraków
Garbarnia Kraków is een voetbalclub uit de stad Kraków in Polen. De club kende het hoogtepunt in het jaar 1931, tien jaar na de oprichting, met het winnen van het Poolse landskampioenschap.
De clubkleuren zijn bruin-wit.

## Historie
De club werd in 1921 opgericht als KS Lauda. De naam veranderde daarna als volgt:
- 1924 - KS Garbarnia
- 1949 - ZS Związkowiec Kraków
- 1951 - Związkowe Koło Sportowe Włókniarz (na een fusie met Korona Kraków)
- 1951 - Terenowe Koło Sportowe Włókniarz
- ???? - KS Garbarnia (na afsplitsing van Korona Kraków)
- 1971 - RKS Garbarnia

## Erelijst
- Pools landskampioenschap (1x):

1931